# Мелайер
Мелайе́р, или Малайе́р, или Довлетаба́д, или Даулатаба́д (перс. ملاير‎) — город на западе Ирана, в провинции Хамадан. Административный центр шахрестана Мелайер. Второй по численности населения город провинции.

## География и климат

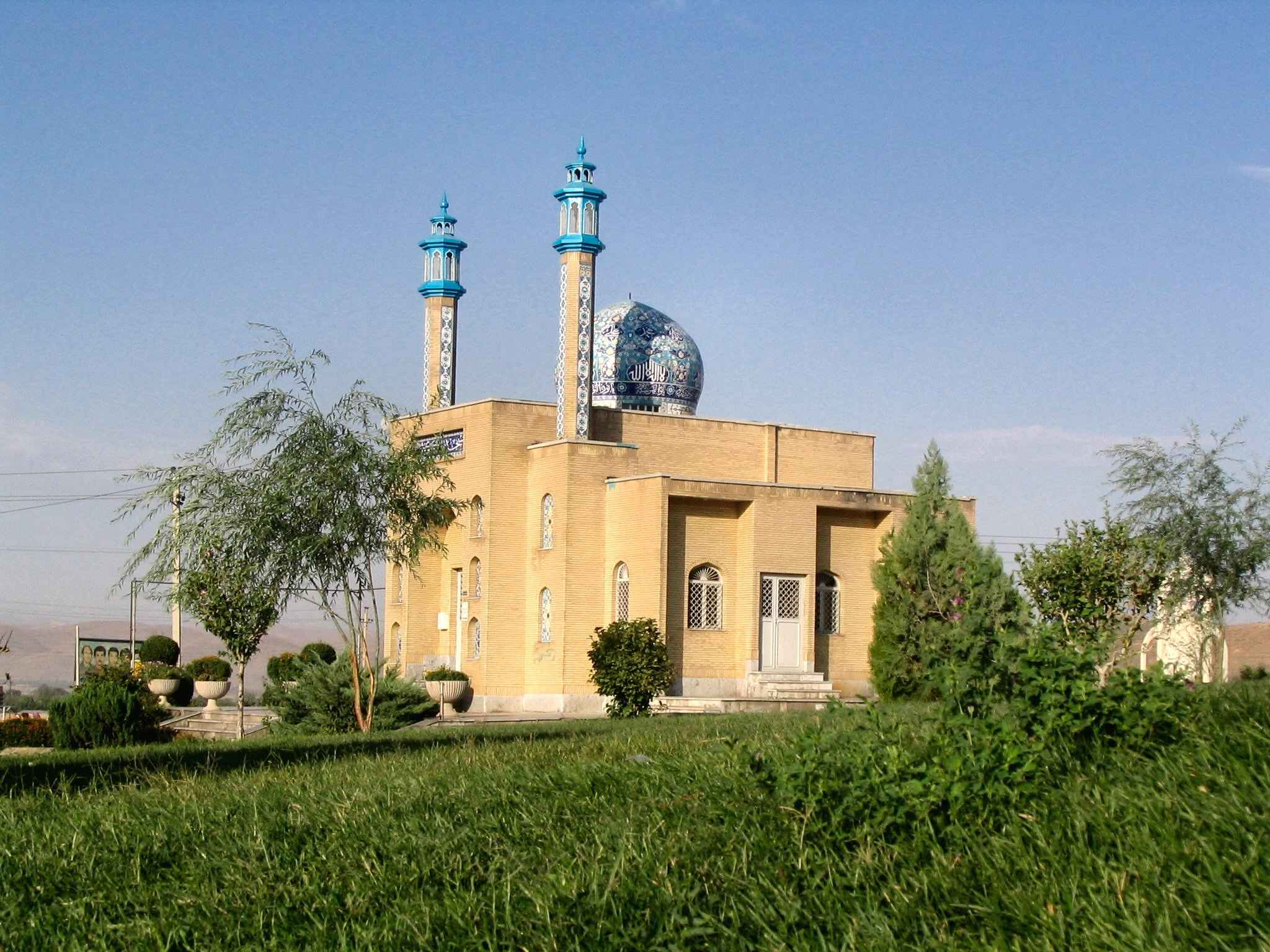
Городская мечеть

Город находится в южной части Хамадана, в горной местности, на высоте 1 725 метров над уровнем моря.
Мелайер расположен на расстоянии приблизительно 60 километров к юго-востоку от Хамадана, административного центра провинции и на расстоянии 270 километров к юго-западу от Тегерана, столицы страны. Климат города характеризуется теплым и относительно засушливым летом и довольно холодными зимами (до 50 морозных дней в году). Среднегодовое количество осадков составляет 300 мм.
Основу экономики составляет сельскохозяйственное производство (развито виноградарство), а также ковроткачество.

## Население
На 2006 год население составляло 153 748 человек; в национальном составе преобладают персы и луры (носители диалекта мелайери), в конфессиональном — мусульмане-шииты.
| 1981   | 1986    | 1991    | 1996    | 2006    | 2011    |
| ------ | ------- | ------- | ------- | ------- | ------- |
| 84 400 | 103 640 | 130 458 | 144 373 | 153 748 | 158 646 |

## Уроженцы
- Хосров Рузбех — иранский военный и политический деятель.